# Українське телеграфне агентство
Українське державне телеграфне агентство, або Українське телеграфне агентство (УкТА, УТА) — перша українська інформаційна агенція, заснована в 1918 році під час Української революції 1917—1921 років у Січеславі (або Катеринослав, нині Дніпро).
Головне відділення УкТА тимчасово розташовувалося в кімнаті 2-а будинку колишнього губернського управління в Катеринославі. 16 березня 1918 року Рада Народних Міністрів Української Народної Республіки затвердила статут Українського державного телеграфного агентства, яке є історичним попередником сучасного Українського національного інформаційного агентства «Укрінформ». Дещо пізніше затвердили склад дирекції УТА: С. Соколовський — голова, Петро Стебницький — директор-розпорядник, Микола Салтан — член дирекції. Упродовж березня-квітня 1918 року філії УТА відкрили в Харкові, Полтаві, Чернігові, Єлисаветграді (нині Кропивницький), Херсоні, Миколаєві, Севастополі й інших містах України та за кордоном.
Після утворення Української Держави (очільник — гетьман Павло Скоропадський) у Києві почало працювати Українське телеграфне агентство (УТА), яке у травні-листопаді 1918 року очолював Дмитро Донцов.